# Хмільницька сільська рада
Хмі́льницька сільська́ ра́да — орган місцевого самоврядування у Чернігівському районі Чернігівської області. Адміністративний центр — село Хмільниця.

## Загальні відомості
Хмільницька сільська рада утворена в 1954 році.
05.02.1965 Указом Президії Верховної Ради Української РСР передано Довжицьку, Пльохівську, Рудківську, Хмільницьку та Шибиринівську Ріпкинського району — до складу Чернігівського району.
- Територія ради: 46,909 км²
- Населення ради: 1594 особи (станом на 2001 рік)

## Населені пункти
Сільській раді підпорядковані населені пункти:
- с. Хмільниця
- с. Рижики
- с. Рівнопілля
- с. Рябці

## Склад ради
Рада складається з 16 депутатів та голови.
- Голова ради: Слюнько Юрій Іванович
- Секретар ради: Алейник Лідія Іванівна

### Керівний склад попередніх скликань
| ПІБ                   | Основні відомості                                                                     | Дата обрання | Дата звільнення |
| --------------------- | ------------------------------------------------------------------------------------- | ------------ | --------------- |
| Січко Надія Дмитрівна | Сільський голова, 1957 року народження, член Народної партії                          | 26.03.2006   | 31.10.2010      |
| Слюнько Юрій Іванович | Сільський голова, 1975 року народження, освіта середня загальна, член Партії регіонів | 31.10.2010   |                 |

Примітка: таблиця складена за даними джерела

### Депутати
За результатами місцевих виборів 2010 року депутатами ради стали:

#### За суб'єктами висування
| Суб'єкт висування           | Кількість обраних депутатів | %    |
| --------------------------- | --------------------------- | ---- |
| Партія регіонів             | 7                           | 43,8 |
| Самовисування               | 7                           | 43,8 |
| Комуністична партія України | 2                           | 12,5 |

#### За округами
| № округу                    | Прізвище, ім'я, по батькові     | Дата визнання обраним | Освіта  | Партійна приналежність                        | Відомості про обраного депутата                                      |
| --------------------------- | ------------------------------- | --------------------- | ------- | --------------------------------------------- | -------------------------------------------------------------------- |
| Комуністична партія України |                                 |                       |         |                                               |                                                                      |
| 1                           | Василенко Микола Ілліч          | 02.11.2010            | середня | член Комуністичної партії України             | тимчасово не працює                                                  |
| 2                           | Алейник Лідія Іванівна          | 02.11.2010            | середня | позапартійна                                  | Хмільницька сільська рада, землевпорядник                            |
| Партія регіонів             |                                 |                       |         |                                               |                                                                      |
| 4                           | Апанасенко Наталя Михайлівна    | 02.11.2010            | середня | член Партії регіонів                          | пенсіонер                                                            |
| 5                           | Гончар Тетяна Петрівна          | 02.11.2010            | вища    | член Партії регіонів                          | Хмільницький НВК, вчитель початкових класів                          |
| 6                           | Леус Тетяна Миколаївна          | 02.11.2010            | середня | член Партії регіонів                          | Хмільницький НВК, вихователь дошкільної групи                        |
| 8                           | Мекшун Наталія Михайлівна       | 02.11.2010            | середня | член Партії регіонів                          | сфера торгівлі продуктами харчування, фізична особа, підприємець     |
| 11                          | Богуш Микола Олексійович        | 02.11.2010            | середня | член Партії регіонів                          | ЧП «Мартікет», робітник                                              |
| 15                          | Ряба Віра Василівна             | 02.11.2010            | вища    | член Партії регіонів                          | Хмільницький НВК, завуч                                              |
| 16                          | Легеза Василій Андрійович       | 02.11.2010            | середня | член Партії регіонів                          | пенсіонер                                                            |
| Самовисування               |                                 |                       |         |                                               |                                                                      |
| 3                           | Макаренко Людмила Володимирівна | 02.11.2010            | середня | позапартійна                                  | відпустка по догяду за дитиною, студентка ЧДІекономіки та управління |
| 7                           | Кудряшова Ніна Олександрівна    | 02.11.2010            | вища    | позапартійна                                  | Хмільницька сільська рада, секретар                                  |
| 9                           | Пономаренко Микола Дмитрович    | 02.11.2010            | середня | позапартійний                                 | СПД."Пономаренко", підприємець                                       |
| 10                          | Мекшун Світлана Анатоліївна     | 02.11.2010            | середня | позапартійна                                  | ЧРЕМ, контролер                                                      |
| 12                          | Кудряшов Анатолій Володимирович | 02.11.2010            | середня | позапартійний                                 | тимчасово не працює                                                  |
| 13                          | Літошко Микола Михайлович       | 02.11.2010            | середня | позапартійний                                 | ЧІМК, механізатор                                                    |
| 14                          | Жукова Ольга Володимирівна      | 02.11.2010            | середня | член Всеукраїнського об'єднання «Батьківщина» | ПП"РегМік", завідувач складом                                        |